# 4786 Tatianina
4786 Tatianina è un asteroide della fascia principale. Scoperto nel 1985, presenta un'orbita caratterizzata da un semiasse maggiore pari a 2,3580619 UA e da un'eccentricità di 0,1925924, inclinata di 7,25275° rispetto all'eclittica.